# Martin Gudd
Martin Gudd (* 1964 in Fulda) ist ein deutscher Meteorologe. Er legte 1983 sein Abitur an der Rabanus-Maurus-Schule (Domgymnasium) ab.
Gudd war 26 Jahre lang beim Sender Hit Radio FFH tätig und ist seit dem 1. April 2024 bei dem ARD-Wetterkompetenzzentrum beschäftigt.

## Werdegang
Laut dem Institute For Professional Weather Education waren seine wichtigsten Stationen:
- 1994 – erste Wetterinterviews fürs Radio
- 1998 – selbstständig als geschäftsführender Gesellschafter von Bender & Gudd
- 2004 – Promotion zum Dr. rer. nat. mit einer Arbeit über Gewitter in Hessen
- 2008 – Medienpreis für Meteorologie, Kategorie: „Beste Webanwendung“
- Seit 2015 – Leiter des Institute For Professional Weather Education[3]

## Tätigkeiten
Gudd ist selbstständiger Wetter-Experte, der überwiegend in Hessen bekannt ist. Er arbeitet für verschiedene Radio- und Fernsehsender deutschland- und österreichweit, wird zudem auch von der Formel 1 angefragt.
Zum 1. April 2024 wechselte er zum ARD-Wetterkompetenzzentrum in Frankfurt am Main. Er kündigte an, dass die Regionalisierung des Hessen-Wetters im Hörfunk vorangetrieben werde. So spricht er für alle Regionalsender und auch für die Jugendsender des HR die Wettervorhersagen vor. Diese werden dann passend abgespielt.
Als ausgewiesener Experte für Extremwetter ist er auch in Podiumsdiskussionen und Vorträgen zu sehen.

## Privates
Gudd ist verheiratet und lebt mit seiner Frau in Bad Kreuznach.

## Werke
- Zwei Jahrhunderte Wetterbeobachtung in Fulda. In: Fuldaer Geschichtsblätter. Rindt, Fulda 1992 (uni-mainz.de).
- Gewitter und Gewitterschäden im südlichen hessischen Berg- und Beckenland und im Rhein-Main-Tiefland 1881 bis 1980. - eine Auswertung mit Hilfe von Schadensdaten. 18. September 2003, doi:10.25358/openscience-3426 (uni-mainz.de [PDF; 23,4 MB] Dissertation, Johannes Gutenberg-Universität Mainz).